# جامائیکا (ویرجینیا)
جامایکا (به انگلیسی: Jamaica) یک منطقهٔ مسکونی در ایالات متحده آمریکا است که در شهرستان میدلسکس، ویرجینیا واقع شده‌است. جامایکا ۳۲٫۰ متر بالاتر از سطح دریا واقع شده‌است.